# Зак Мускат
Зак Мускат (мальт. Zach Muscat, нар. 22 серпня 1993, Сент-Джуліанс) — мальтійський футболіст, захисник клубу «Фаренсе» та національної збірної Мальти. У минулому футболіст грав також за клуби «П'єта Готспурс», «Біркіркара» «Акрагас», та «Ареццо». В Україні відомий як автор переможного м'яча у зустрічі з першою українською збірною в матчі, який відбувся 6 червня 2017 року в австрійському місті Граці.

## Клубна кар'єра
Зак Мускат народився 22 серпня 1993 року в місті Сент-Джуліанс, та є вихованцем юнацької команди клубу «Сент-Ендрус», пізніше продовжував підготовку в складі юнацьких команд футбольних клубів «Меліта» та «П'єта Готспурс».
У дорослому футболі дебютував 2010 року виступами за команду клубу «П'єта Готспурс», в якій провів два сезони, взявши участь у 21 матчі чемпіонату.
Своєю грою за цю команду привернув увагу представників тренерського штабу клубу «Біркіркара», до складу якого приєднався 2012 року. Відіграв за мальтійський клуб наступні чотири сезони своєї ігрової кар'єри. Більшість часу, проведеного у складі «Біркіркари», був основним гравцем захисту команди, став у її складі чемпіоном Мальти, а також володарем Кубку Мальти та двічі — володарем Суперкубку країни. Щоправда, у розіграші Суперкубка Мальти 2015 року футболіст відзначився автоголом (разом із ще одним партнером по команді), що не дозволило його клубу здобути почесний трофей.
2016 року Зак Мускат перебрався до Італії, де уклав контракт з нижчоліговим клубом із Сицилії «Акрагас», у складі якого виступав близько півроку, а в червні того ж таки 2016 року став гравцем сильнішого за рівнем клубу «Ареццо». Відігравшии за команду з Ареццо 45 матчів у національному чемпіонаті, мальтійський захисник у кінці червня 2018 року перейшов до клубу «Пістоєзе». З початку 2019 року Зак Мускат грав у оренді в португальському клубі «Ольяненсе». У 2019—2020 році він продовжив виступи в «Ольяненсе» на постійній основі. У 2020—2022 роках мальтійський захисник грав у складі іншого португальського клубу «Каза Піа». З 2022 року Зак Мускат грає у складі португальського клубу «Фаренсе».

## Виступи за збірні
2008 року Зак Мускат дебютував у складі юнацької збірної Мальти. Від 2011 до 2015 року захисник залучався до складу молодіжної збірної Мальти, зігравши у її складі в 15 офіційних матчах, відзначившись 2 забитими м'ячами.
2014 року дебютував в офіційних матчах у складі національної збірної Мальти у матчі зі збірною Словаччини. У товариському матчі зі збірною України, який відбувся в австрійському місті Граці, захисник мальтійців, несподівано підключившись до атаки своєї збірної, забив головою м'яч у ворота Андрія П'ятова, який і став переможним у цій грі. У 2022 році Мускат забив другий м'яч у складі збірної у ворота збірної Сан-Марино. На початок 2023 року Зак Мускат провів у формі головної команди країни 54 матчі, забивши 2 голи.

## Титули і досягнення
- Чемпіон Мальти (1):

«Біркіркара»: 2012–2013
- Володар Кубку Мальти (1):

«Біркіркара»: 2014–2015
- Володар Суперкубку Мальти (2):

«Біркіркара»: 2013, 2014
| Дата       | Місто                  | Господарі   | Результат | Гості      | Турнір            | Голи | Примітки |
| ---------- | ---------------------- | ----------- | --------- | ---------- | ----------------- | ---- | -------- |
| 04-09-2014 | Жиліна                 | Словаччина  | 1 – 0     | Мальта     | товариський матч  | -    | 46'      |
| 09-09-2014 | Загреб                 | Хорватія    | 2 – 0     | Мальта     | Відбір до ЧЄ 2016 | -    |          |
| 10-10-2014 | Та-Калі                | Мальта      | 0 – 3     | Норвегія   | Відбір до ЧЄ 2016 | -    |          |
| 13-10-2014 | Та-Калі                | Мальта      | 0 – 1     | Італія     | Відбір до ЧЄ 2016 | -    |          |
| 16-11-2014 | Софія (місто)          | Болгарія    | 1 – 1     | Мальта     | Відбір до ЧЄ 2016 | -    |          |
| 25-03-2015 | Тбілісі                | Грузія      | 2 – 0     | Мальта     | товариський матч  | -    | 46'      |
| 28-03-2015 | Баку                   | Азербайджан | 2 – 0     | Мальта     | Відбір до ЧЄ 2016 | -    | 36'      |
| 08-06-2015 | Та-Калі                | Мальта      | 2 – 0     | Литва      | товариський матч  | -    |          |
| 12-06-2015 | Та-Калі                | Мальта      | 0 – 1     | Болгарія   | Відбір до ЧЄ 2016 | -    |          |
| 03-09-2015 | Флоренція              | Італія      | 1 – 0     | Мальта     | Відбір до ЧЄ 2016 | -    |          |
| 10-10-2015 | Осло                   | Норвегія    | 2 – 0     | Мальта     | Відбір до ЧЄ 2016 | -    |          |
| 13-10-2015 | Та-Калі                | Мальта      | 0 – 1     | Хорватія   | Відбір до ЧЄ 2016 | -    | 75'      |
| 24-03-2016 | Та-Калі                | Мальта      | 0 – 0     | Молдова    | товариський матч  | -    | 56'      |
| 27-05-2016 | Куфштайн               | Чехія       | 6 – 0     | Мальта     | товариський матч  | -    |          |
| 31-05-2016 | Клагенфурт-ам-Вертерзе | Австрія     | 2 – 1     | Мальта     | товариський матч  | -    |          |
| 31-08-2016 | Пярну                  | Естонія     | 1 – 1     | Мальта     | товариський матч  | -    | 61'      |
| 08-10-2016 | Лондон                 | Англія      | 2 – 0     | Мальта     | Відбір до ЧС 2018 | -    |          |
| 11-10-2016 | Вільнюс                | Литва       | 2 – 0     | Мальта     | Відбір до ЧС 2018 | -    |          |
| 11-11-2016 | Та-Калі                | Мальта      | 0 – 1     | Словенія   | Відбір до ЧС 2018 | -    |          |
| 26-3-2017  | Та-Калі                | Мальта      | 1 – 3     | Словаччина | Відбір до ЧС 2018 | -    |          |
| 6-06-2017  | Грац                   | Україна     | 0 – 1     | Мальта     | товариський матч  | 1    | 46'      |
| Усього     |                        | Матчів      | 21        |            | Голів             | 1    |          |